# 알렉산드리아의 파포스

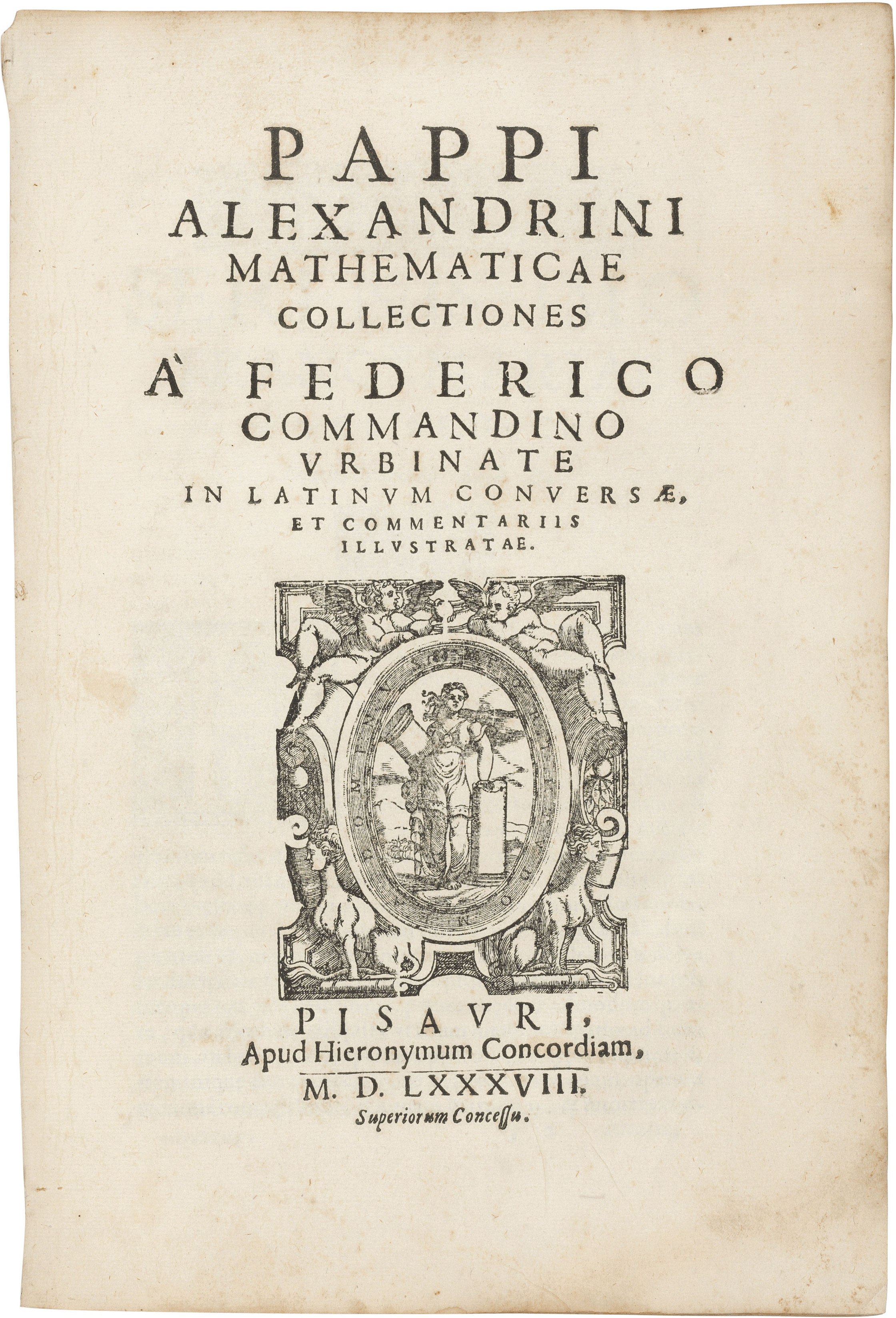
파포스의 저서 《시나고게》의 1588년 라틴어 번역본 표지

알렉산드리아의 파포스(고대 그리스어: Πάππος, 290년경 ~ 350년경)는 고대 그리스의 수학자이다. 저서인 《시나고게》(고대 그리스어: Συναγωγή)와 파포스의 육각형 정리로 유명하다. 자신의 저서에 기록된 내용을 제외하면 파포스의 삶에 대해 알려진 것은 거의 없다. 파포스는 알렉산드리아에서 학생들에게 수학을 가르쳤고 그 중 헤르모도로스라는 이름의 학생이 있었던 것으로 보인다.
파포스의 가장 유명한 저서인 《시나고게》는 8권으로 이루어진 수학 서적으로 그 내용은 대부분 현재까지 전해지고 있다. 이 책은 기하학, 천문학, 역학 등 고대의 수학 교육 과정에 포함된 폭넓은 주제를 다루고 있다.

## 같이 보기
- 파포스의 육각형 정리
- 파포스-굴딘 정리